# Конан — мальчик из будущего
«Конан — мальчик из будущего» (яп. 未来少年コナン Мираи Сё:нэн Конан) — аниме-сериал режиссёра Хаяо Миядзаки. Снят студией «Nippon Animation» в 1978 году по мотиву романа Александра Кэя «Невероятный прилив». Это первая самостоятельная работа Миядзаки как аниме-режиссёра. Сериал можно назвать классикой постапокалиптического жанра в аниме. Согласно опросу, проведённому в 2007 году Агентством по делам культуры, занимает 33-е место среди лучших аниме всех времён.

## Сюжет
3 июля 2008 года на Земле началась третья мировая война, в ходе которой было применено тектоническое оружие. В результате почти всё живое на планете было уничтожено. Все пять континентов почти целиком, за исключением лишь отдельных островов, скрылись под водой. Десять человек попытались бежать с гибнущей планеты на космическом корабле, но метеоритный дождь вывел его из строя, и корабль совершил вынужденную посадку на маленьком островке. Его экипаж и пассажиры образовали небольшую колонию, отрезанную от всего остального мира.
С тех пор прошло 20 лет. За это время почти все поселенцы острова, названного ими Ремнант, умерли. Осталось только двое: мальчик Конан (единственный ребёнок, родившийся на Ремнанте) и один из космонавтов, которого он называет дедушкой. Конан ловит рыбу, помогает дедушке хозяйничать и даже не подозревает, что на Земле есть и другие люди. Однако вскоре его жизнь круто изменяется, когда на острове появляется девочка Лана, а следом за ней — разыскивающие её вооружённые агенты, для которых она почему-то представляет большую ценность. Лану увозят, а дедушка тяжело ранен при взрыве самодельной бомбы, с помощью которой пытался прогнать преследователей. Вскоре он умирает. Оставшись один, Конан отправляется на поиски похищенной девочки.

## Место действия
- Ре́мнант (англ. Remnant — «остаток», «обломок»): родной остров Конана.
- Инда́стрия (англ. Industria): самое технически «продвинутое» поселение из всех существующих в послевоенном мире. Представляет собой одну грандиозную постройку — многоэтажную «Треугольную Башню», окружённую пустыней. В настоящее время переживает трудные времена: атомный реактор, снабжавший её электроэнергией, почти полностью исчерпал свой ресурс. Вследствие недостатка энергии и пищи население Индастрии, в прошлом насчитывавшее 50 тысяч человек, сократилось до одной тысячи.
- Хай Ха́рбор (англ. High Harbor): родина Ланы. Прекрасный, цветущий остров, где все живут как братья и сёстры, вместе трудятся на земле и в мастерских, помогая друг другу.

## Персонажи
Ко́нан (яп. コナン) — одиннадцатилетний мальчик. Шатен с карими глазами. Невероятно силён и вынослив для своего возраста. Чрезвычайно ловок, причём ногами пользуется почти так же хорошо, как и руками. Отлично лазает, великолепно плавает и ныряет, может долго находиться под водой. Очень умён и сообразителен. Что ещё более важно — он добр и великодушен, готов, если надо, прийти на помощь даже тому, кого считает врагом. Одет в коричневые шорты и выцветшую зелёную майку. Всегда ходит босиком.
Сэйю: Норико Охара
Дедушка (яп. おじい одзи:) — в прошлом — командир космического корабля, потерпевшего крушение на острове Ремнант. Растил и воспитывал Конана после смерти его родителей.
Сэйю: Масато Яманоути
Ла́на (яп. ラナ рана) — девочка, ровесница Конана. Обладает телепатическими способностями, благодаря чему может разговаривать с птицами. При всей своей хрупкости — очень храбра и решительна, готова рисковать жизнью, чтобы спасти тех, кого любит — своего деда, Конана и Джимси. Одета в красное платье с жёлтой каймой по вороту и рукавам; на ногах — ботинки с красными шнурками. Волосы тёмные, заплетены в косички.
Сэйю: Миэко Нобусава
Мо́нсли (яп. モンスリー монсури:) — красивая рыжеволосая молодая женщина (на вид ей 25-27 лет). Агент службы безопасности Индастрии высокого ранга. Когда началась война, все её близкие погибли во время бомбёжки, а родной город был разрушен; сама она уцелела чудом, но осталась круглой сиротой. Эта трагедия наложила отпечаток на её характер, сделав его резким и суровым. Тем не менее, по натуре она вовсе не злая. Вначале Конан её раздражает, потому что то и дело путает её планы и мешает выполнить задание, но его сила и отчаянная смелость производят на неё впечатление. Сама того не замечая, она проникается симпатией к мальчику. Монсли выросла в Индастрии, считает её своей родиной и искренне желает ей блага, но после пребывания на Хай Харборе, ближе познакомившись с островитянами, понимает, что можно жить и по-другому. Признав правоту Конана и его друзей, в решающий момент она без колебаний принимает их сторону, хотя это едва не сто́ит ей жизни. В конце сериала выходит замуж за капитана Дайса и вместе с мужем и Конаном отправляется на остров Ремнант.
Сэйю: Рихоко Ёсида
Ку́зо (яп. クズウ кудзуу) — подчинённый Монсли, постоянно сопровождает её.
Сэйю: Тэцуо Мицутори
Джи́мси (яп. ジムシィ дзимуси) — мальчик, одних лет с Конаном или немного младше. Живёт один в лесу, в самодельном шалаше из листьев. Хотя на его острове есть и другие люди, он не хочет жить среди них, объясняя это тем, что они «будут отбирать у него еду». Занимается тем, что собирает фрукты, охотится на крыс и лягушек; часть своей добычи меняет на папиросы. Ужасно любит поесть, и поэтому, несмотря на экстремальный образ жизни, довольно толстенький. Одежда — красные штаны и самодельные башмаки; украв парус с плота Конана, сделал себе плащ. Волосы у него рыжие, очень густые и длинные, завязаны на темени пучком.
Сэйю: Кадзуё Аоки
Дайс (яп. ダイス даису) — капитан корабля «Барракуда»; состоял на службе Индастрии в качестве коммерческого агента. Именно он похитил Лану с её родного острова Хай Харбор, но позднее раскаялся в содеянном и стал помогать ей и Конану. На палубе корабля он — в своей стихии, но на суше чувствует себя не слишком уверенно. Долго был не в ладах с Монсли, но постепенно начал испытывать к ней нежные чувства.
Сэйю: Итиро Нагаи
Дангаро́т (яп. ドンゴロス донгоросу) — боцман «Барракуды».
Сэйю: Такудзу Камияма
Бо́ско (яп. ボスコ босуко) — матрос.
Сэйю: Масару Икэда
Гуч (яп. グッチ гутти) — кок.
Сэйю: Хироси Масуока
Ле́пка (яп. レプカ рэпука) — администратор Индастрии. Формально подчиняется Верховному Комитету, но в душе лелеет мечту о единоличной власти не только над Индастрией, но и над всем миром. Для осуществления своих честолюбивых планов способен на всё.
Сэйю: Иэмаса Каюми
Доктор Ла́о (яп. ラオ博士 рао хакасэ), он же — инженер Патч — дедушка Ланы, единственный в мире специалист по солнечной энергетике.
Сэйю: Масато Яманоути
Терри́т (яп. テラ тэра) — работает на плавучей базе Индастрии; чтобы получить статус «гражданина 2-го ранга», шпионит за своим непосредственным начальником Патчем. Погиб во время шторма (вероятно, не без «помощи» своих подчинённых).
Сэйю: Рокуро Нава
Люк (яп. ルーケ ру:кэ) — подземный житель Индастрии, «высший из низших», идеолог Сопротивления диктатуре Лепки. Знает тайные ходы в подвалах, где могут скрыться от патрулей другие «отбросы» общества Индастрии. Благодаря этому ни разу не попался патрулям, которые эксплуатировали его соседей как рабов. Выступает проводником команды Конана и доктора Лао в их подземных испытаниях. Едва не погиб при общем затоплении катакомб по приказу Лепки, но один из немногих уцелел (в отличие от самого тирана). Дожил до победы и покинул остров раньше его гибели — на одном корабле со спасителями.
Сэйю: Ёсита Ясухара

### Жители острова Хай Харбор
Гулл — рыбак и «по совместительству» изобретатель-самоучка; постоянно мастерит всевозможные взрывные устройства — бомбы, мины, петарды и прочее.
Сэйю: Ёку Сиоя
О́рло (яп. オーロ о:ро) — юноша лет 18-ти — 20-ти. Вначале жил в посёлке вместе с другими сиротами, но затем ушёл от них, обосновался в ущелье и собрал банду подростков, вместе с которыми терроризирует всю округу. Хитрый, жадный, наглый и честолюбивый. Помогает солдатам Индастрии захватить свой родной остров, рассчитывая в дальнейшем стать его правителем, однако терпит неудачу. Тем не менее, к концу сериала он, похоже, исправился и стал помощником Гулла.
Сэйю: Хироя Исимару
Мизе́л (яп. メイザル мэидзэру) — тётя Ланы, дочь доктора Лао.
Сэйю: Масако Сайто
Шан (яп. シャン сян) — её муж, деревенский врач.
Сэйю: Такэми Накамура
Те́ра (яп. テラ) — младшая сестра Орло. Очень боевая и дерзкая; привыкла делать и говорить всё, что заблагорассудится, потому что мало кому хочется иметь дело с её братом. Быстро подружилась с Джимси.
Сэйю: Норико Цукасэ
Ти́то — подросток-пастух из горного посёлка; одно время дружил с Орло, но не одобрял его поведения и образа мыслей, и когда тот решил уйти в горы, не последовал за ним.
Сэйю: Хидэюки Танака

## Список серий
| 01 | Survivors of a Lost Island / Остров Ремнант «Nokosarejima» (のこされ島)                       | 4 апреля 1978 г.    |
| Возвращаясь с рыбалки, Конан находит на морском берегу девочку Лану, принесённую волнами. Через некоторое время на острове появляются преследующие девочку агенты Индастрии — Монсли и Кузо, и силой увозят её. Дедушка Конана, пытавшийся защитить Лану, тяжело ранен. |                                                                                               |                     |
| 02 | The Journey / Путешествие «Tabidachi» (旅立ち)                                                | 11 апреля 1978 г.   |
| Конан пытается освободить Лану, но неудачно, и вынужден вернуться домой ни с чем. Дедушка умирает от полученной раны. Перед смертью он рассказывает Конану историю их появления на острове и берёт с него обещание найти друзей и начать новую жизнь. Похоронив старика, Конан на самодельном катамаране отплывает с острова. |                                                                                               |                     |
| 03 | The First Friend / Первый друг «Hajimete no Nakama» (はじめての仲間)                          | 18 апреля 1978 г.   |
| После нескольких недель плавания Конан попадает на обитаемый остров, где знакомится со своим сверстником Джимси. В это же время к острову причаливает корабль «Барракуда» за грузом пластика, который добывают в грудах мусора, оставшихся на острове со времён войны. Узнав, что «Барракуда» идёт в Индастрию, Конан принимает решение проникнуть на корабль. Джимси вызывается сопровождать его. |                                                                                               |                     |
| 04 | The Barracuda / «Барракуда» «Barakūda-gō» (バラクーダ号)                                      | 25 апреля 1978 г.   |
| Ночью Конан и Джимси пробираются на «Барракуду», но из-за прожорливости Джимси им не удаётся скрыть своё присутствие. Их ждёт хорошая трёпка, скудная кормёжка и тяжёлая работа. Но Конан готов на всё, лишь бы добраться до Индастрии и спасти Лану. |                                                                                               |                     |
| 05 | Industria / Индастрия «Indasutoria» (インダストリア)                                          | 9 мая 1978 г.       |
| Верховный Комитет Индастрии и Администратор Лепка допрашивают Лану, добиваясь, чтобы она открыла им местопребывание своего деда — единственного в мире специалиста по солнечной энергетике. После допроса девочку отводят в Треугольную Башню, где её находит Конан. |                                                                                               |                     |
| 06 | Dyce's Rebellion / Мятеж Дайса «Daisu no Hangyaku» (ダイスの反逆)                             | 16 мая 1978 г.      |
| Конан и Лана задержаны стражей при попытке к бегству. Лепка угрожает Лане, что будет мучить Конана на её глазах, если она не скажет, где её дед, но девочка отказывается говорить. Детей отводят в тюрьму, однако Дайс, капитан «Барракуды», похищает Лану и уносит на свой корабль, бросив Конана на произвол судьбы. |                                                                                               |                     |
| 07 | Chase / Погоня «Tsuiseki» (追跡)                                                              | 23 мая 1978 г.      |
| Лепка организует погоню за мятежной «Барракудой». Тем временем Конан бежит из тюрьмы и прячется на гидроплане, посланном на разведку. Когда пилоты гидроплана обнаруживают «Барракуду», Конан открывает люк и прыгает в море, надеясь добраться до корабля вплавь. |                                                                                               |                     |
| 08 | Escape / Побег «Tōbō» (逃亡)                                                                  | 30 мая 1978 г.      |
| Канонерка Индастрии догоняет «Барракуду» и берёт в плен её экипаж. Лана и Конан спасаются на шлюпке, но выстрелы с канонерки разбивают её. Волны выбрасывают детей на песчаный берег неизвестного острова. Разыскав немного продовольствия, они углубляются в пустыню, где Лана надеется найти своего деда. |                                                                                               |                     |
| 09 | The Salvage Ship / Спасательная база «Sarubēji sen» (サルベージ船)                            | 6 июня 1978 г.      |
| Лану и Конана, обессиленных жарой и жаждой, находит в пустыне Патч — инженер с плавучей базы, ведущей работы по подъёму затонувшего лайнера. Один из его подчинённых, Террит, настаивает, чтобы Патч доложил о найденных детях в Индастрию, но тот отказывается. Тогда Террит решает взять инициативу в свои руки… |                                                                                               |                     |
| 10 | Dr. Lao / Доктор Лао «Rao Hakase» (ラオ博士)                                                  | 13 июня 1978 г.     |
| Тайна Патча неожиданно раскрывается: оказывается, что он и есть тот самый неуловимый доктор Лао, дедушка Ланы! Террит немедленно вызывает агентов Индастрии, но ночью, во время шторма Лао вместе с детьми удаётся покинуть базу на лодке и обмануть преследователей. |                                                                                               |                     |
| 11 | Escaping / На выручку «Dasshutsu» (脱出)                                                      | 20 июня 1978 г.     |
| Конан и его друзья находят летательный аппарат Лао, но необходимые для его ремонта детали можно найти только в Индастрии. По дороге к ним присоединяется спасённый ими в пустыне капитан Дайс. Пока он вместе с Конаном освобождает команду «Барракуды», Лао и Лана направляются к Треугольной Башне. Однако Лепка уже получил сообщение об их прибытии (от Монсли) и приготовил для них ловушку. |                                                                                               |                     |
| 12 | Core Block / Центральный отсек «Koa Burokku» (コアブロック)                                   | 27 июня 1978 г.     |
| В подземелье Индастрии доктор Лао схвачен солдатами Лепки. Однако тот слишком рано торжествует победу — с помощью пленников, освобождённых из тюрьмы, Конан и Джимси вовремя добираются до Центрального отсека и выручают Лао. Все вместе они улетают в сторону Хай Харбора. Капитан Дайс, узнав об их побеге, приказывает рулевому следовать тем же курсом. |                                                                                               |                     |
| 13 | High Harbor / Хай Харбор «Haihābā» (ハイハーバー)                                             | 4 июля 1978 г.      |
| Доктор Лао, оставив детей на борту «Барракуды», возвращается в Индастрию, чтобы предупредить её население о грозящей им катастрофе. Лана, Конан и Джимси прибывают на прекрасный остров Хай Харбор. Хотя поначалу не обошлось без недоразумений, все здешние жители искренне рады возвращению Ланы и приветствуют обоих мальчиков как её спасителей. |                                                                                               |                     |
| 14 | A Day on the Island / День на острове «Shima no Ichinichi» (島の一日)                         | 11 июля 1978 г.     |
| Мальчики начинают осваиваться на острове. Узнав, что на Хай Харборе все трудятся, они решают тоже заняться полезным делом. Конан идёт к морю на рыбалку, а его приятель — в горы, на охоту. Вечером счастливый Джимси приносит свой трофей — свинью — в деревню… и узнаёт, что свинья была не дикой, а домашней. |                                                                                               |                     |
| 15 | Barren Land / Ущелье «Kōchi» (荒地)                                                           | 18 июля 1978 г.     |
| Рано утром Конан и Джимси отправляются в горы, чтобы найти Орло, хозяина свиньи, и поговорить с ним. Вначале привольная жизнь Орло и его компании нравится Джимси, но, познакомившись с ними поближе, он отказывается от своего намерения остаться в горах и уходит. Орло угрожает ему и Конану расправой. Чтобы уладить конфликт, Лана отдаёт Орло самое ценное — ожерелье своей матери. |                                                                                               |                     |
| 16 | The Hut for Two / Хижина для двоих «Futari no Koya» (二人の小屋)                              | 1 августа 1978 г.   |
| Орло обещает капитану Дайсу помочь отремонтировать «Барракуду», если тот, в свою очередь, поможет ему разделаться с Конаном и Джимси. Услышав их разговор, Тера, младшая сестра Орло, хочет предостеречь Джимси, но Орло со своей шайкой опережает её. Они сжигают домик, построенный мальчиками. Но худшее ещё впереди: к Хай Харбору приближается канонерка Индастрии. |                                                                                               |                     |
| 17 | Battle / Битва «Sentō» (戦闘)                                                                 | 8 августа 1978 г.   |
| Солдаты Индастрии, возглавляемые Монсли, высаживаются на Хай Харборе. Все жители полны решимости защищать свой родной остров… кроме Орло. После неудачной стычки с индастрийцами он вместе со своими приспешниками переходит на их сторону и помогает им захватить деревню. |                                                                                               |                     |
| 18 | Gun Boat / Канонерка «Gan Bōto» (ガンボート)                                                  | 15 августа 1978 г.  |
| Монсли объявляет Хай Харбор территорией Индастрии и назначает Орло новым главой острова. Лана схвачена солдатами и доставлена на канонерку. Конану удаётся прикрепить к днищу корабля самодельную мину. Рискуя жизнью, он сообщает Лане о предстоящем взрыве, а затем спасает её с тонущей канонерки. |                                                                                               |                     |
| 19 | A Big Tidal Wave / Девятый вал «Ōtsunami» (大津波)                                            | 29 августа 1978 г.  |
| По приказу Монсли солдаты сгоняют всех жителей деревни на берег, чтобы их силами починить «Барракуду». Лана, чувствуя приближение цунами, покидает своё убежище, чтобы предупредить односельчан об опасности. Когда Орло и его банда задерживают её по дороге к берегу, она с помощью телепатии, передаёт предупреждение Конану, а тот оповещает всех остальных, так что все, включая солдат, успевают спастись.                                                                                       |                                                                                               |                     |
| 20 | Going to Industria Again / Снова в Индастрию «Futatabi Indasutoria He» (再びインダストリアへ) | 12 сентября 1978 г. |
| Солдаты Индастрии сложили оружие, но деревенские жители и не думают мстить им — вместо этого они приглашают их остаться на острове и помочь убирать урожай. Тем временем Конан летит в Индастрию, чтобы узнать о судьбе доктора Лао и отвезти его домой, на Хай Харбор. В этот раз, кроме Джимси и Ланы, его сопровождают Монсли и Дайс. Однако на подступах к Треугольной Башне их флайер сбивают охранники Индастрии.                                                                                |                                                                                               |                     |
| 21 | Residents Under the Ground / Жители подземелья «Chika no Jūmin-tachi» (地下の住民たち)        | 19 сентября 1978 г. |
| Лана, Дайс и Джимси, покинувшие флайер ещё до того, как он был подбит, проходят по подземным туннелям в Треугольную Башню. От местных жителей они узнают, что доктор Лао в плену. Монсли пытается убедить Лепку договориться с Лао по-хорошему; за это её обвиняют в измене и приговаривают к смерти. Та же участь грозит и Конану, но Монсли помогает ему бежать. |                                                                                               |                     |
| 22 | Rescue / Освобождение «Kyūshutsu» (救出)                                                      | 25 сентября 1978 г. |
| Конан спускается в подземелье, чтобы найти друзей и сообщить о намерении Лепки затопить подземный город вместе со всеми его обитателями. Однако Лепка уже начал приводить свой план в действие. Он объявляет, что пощадит жителей подземелья, если Лана сдастся, но затем ставит новое условие — она должна уговорить Лао сотрудничать с ним, иначе погибнут и подземные жители, и она сама. |                                                                                               |                     |
| 23 | The Solar Tower / Солнечная башня «Taiyō-tō» (太陽塔)                                         | 3 октября 1978 г.   |
| Подземные жители поднимают восстание против тирании Лепки. Прорвавшись на верхние ярусы, они освобождают доктора Лао. Конан спасает Лану, которую Лепка пытается увезти с собой на летательном аппарате Лао. Доктор Лао раскрывает Верховному Комитету Индастрии секрет получения солнечной энергии, которая необходима для того, чтобы поднять затонувший корабль и покинуть обречённый остров. |                                                                                               |                     |
| 24 | Giganto / «Гигант» «Giganto» (ギガント)                                                       | 17 октября 1978 г.  |
| Лепка приступает к реализации своего самого зловещего замысла — со своими приверженцами он проникает в Треугольную Башню, захватывает центр управления и заряжает солнечной энергией огромный военный самолёт, спрятанный в тайном подземном ангаре. Монсли и Лана, ускользнув от солдат Лепки, извещают обо всём друзей. Маленький отряд Конана вступает в неравный бой с «Гигантом». |                                                                                               |                     |
| 25 | The End of Industria / Конец Индастрии «Indasutoria no Saigo» (インダストリアの最期)          | 24 октября 1978 г.  |
| Объединёнными усилиями Конан, Джимси и Дайс уничтожают «Гиганта», но и сами бесследно исчезают. Между тем на Индастрию надвигается катастрофа — атомный реактор, многие годы питавший её энергией, повреждён землетрясением. Едва только жители успевают покинуть остров, как страшный взрыв разрушает Треугольную Башню, и Индастрия погружается в пучину вод. |                                                                                               |                     |
| 26 | Denouement / Исход «Daidan'en» (大団円)                                                       | 31 октября 1978 г.  |
| Благодаря своим телепатическим способностям Лана находит в океане Конана. Доктор Лао умирает, завещая Конану и Лане вместе создать новый замечательный мир. Джимси и Дайс тоже спаслись, и все благополучно добрались до Хай Харбора. Некоторое время спустя вся деревня отмечает двойной праздник — свадьбу Дайса и Монсли и спуск на воду «Барракуды». Теперь Конан может, наконец, сдержать клятву, данную деду — он нашёл друзей и вместе с ними возвращается на Ремнант, чтобы строить новый мир. |                                                                                               |                     |